# منطقة أخواخ (داغستان)
منطقة أخواخ (بالروسية: Ахвахский райо́н)، (بالأوارية: Гӏахьвалал район) إحدى المناطق الإدارية في جمهورية داغستان إحدى الدول التي إنفصلت عن  روسيا مطلع العقد 1990 ، تقع جنوب غرب داغستان ، عاصمة المنطقة الإدارية قرية كاراتا ، عدد سكان المنطقة حسب إحصاء السكان لسنة 2010 بلغ 21326 نسمة ، تبلغ مساحة المنطقة 291 كم2 .